# تل الجرن الكبير
تل الجرن الكبير، يقع على الضفة اليمنى (الغربية) لنهر الفرات في محافظة حلب على بعد أقل من 3 كم جنوب قلعة نجم.

## التاريخ:[1]
يعود تاريخ هذا الجرن الى العصر الحديدي وهو أحد ثلاثة مواقع من هذا العصر تقوم على ضفة الفرات نفسها ضمن مسافة 14 كم. فعلى بعد 7 كم شمال تل جرن كبير يوجد تل القداحية، وعلى بعد 7 كم جنوبا يوجد تل صندلية.، فقد كشفت مجسات السبر فيه عن بقايا العصر الحديدي، وعن كسر فخارية موجودة على تلة صندلية من ذلك العصر.
كما أنه أحد ثلاثة مواقع فراتية في محيط تل أحمر أظهرت وجوداً آشورياً من العصر الآشوري الحديث، والموقعان الآخران هما تل شيخ حسن الذي أقيمت على قمته بناية من طراز بيت خيلاني، وتل شيوخ فوقاني مدينة برمرينا القديمة الذي استخرجت منه مجموعة نصوص مسمارية آشورية حديثة، وكذلك آرامية.

## الارتفاع:[1]
يقع الموقع على ارتفاع يقارب 320 متراً فوق مستوى سطح الأرض، وتمتد البقايا الأثرية في مركز التل نزولاً حتى عمق 4 أمتار. وقد تعرّض الموقع بشكل عام لعوامل تعرية شديدة وتآكل في معظم أجزائه، بالإضافة إلى تخريب أدى إلى إزالة أجزاء منه. كما أُقيم على قمته خزان ماء، وحُفرت خنادق في التل لتمديد الأنابيب المرتبطة به.
تنتشر في الجهتين الشرقية والغربية من الموقع قرية حديثة تغطي مساحات كبيرة منه، وتتقاطع جدران منازلها مع الطبقات الأثرية في مواقع عديدة، مما يصعّب تحديد الامتداد الشرقي-الغربي للموقع. أما في الاتجاه الشمالي-الجنوبي، فلا يزال نحو 130 متراً من التل محتفظاً بطبيعته دون أن تمسه التعرية.
وبسبب هذه العوامل، لا يمكن تحديد الحجم الأصلي للموقع بدقة، إلا أن المساحة المتبقية، والتي تقدر بنحو 2 إلى 3 هكتارات، تشير إلى أن المستوطنة التي احتضنها الموقع كانت ذات حجم متوسط.

## أعمال التنقيب والبحث في الموقع:[1]
1.شُمل تل جرن كبير لأول مرة بالمسح الأثري الذي أجري من قبل مور A.M.T.Moore) )في عام 1977م .
2.وأيضا في ثمانينيات القرن العشرين فقد قام في مكليلان (T.L.McClellan ) و بورتر (A. Porter ) بمسح الموقع أثرياً .
3.وقد تم بدا بعثة دنماركية من معهد كارستن نيبور لدراسات الشرق الأدنى في جامعة كوبنهاغن في أعمال التنقيب الأثري في تل الجرن عام 1993 م. وكانت تلك التنقيبات بإدارة كلِّ من جيسبر آيديم Jesper Eidem) ) وكارين بوت (Karin Putt)  وأجريت خلال عدة مواسم في الأعوام 1993-1997م.
وقد عثر المنقبون على كسر فخارية قليلة من العصر الروماني (البيزنطي) في التراب المتراكم على قمة التل، ولكن لم تقترن بها أي بقايا بنائية.

## الاكتشافات عن كل طبقة في الجرن:[1]

### الطبقة الرابعة (العليا):
تمثل هذه الطبقة أقدم مراحل الاستيطان في الموقع، واقتصر وجود بقاياها على الجزء الشرقي فقط. تعرضت هذه الطبقة للتعرية والتخريب، وكشفت التنقيبات فيها عن حفر في الأرض البكر وبعض الأساسات الحجرية البسيطة. عُثر على كمية قليلة من الفخار، ما يشير إلى أن الاستيطان في هذه المرحلة كان عابراً أو انتقالياً.

#### الطبقة الثالثة:
غطت هذه الطبقة كامل الموقع، وكشفت التنقيبات عن بقايا معمارية من أهمها حصن بيضوي الشكل يتوسط الموقع، تبلغ أبعاده 50×40م. أحيط الحصن بسور سُمكه يتراوح بين 2.3 و3م، بُني بشكل غير منتظم من اللبن والطين على أساس حجري ضحل. بعض أجزاء السور أُزيلت لاحقاً بفعل أعمال بناء لاحقة. اكتُشفت غرف دفاعية ملاصقة للوجه الخارجي للسور ، وفي الداخل وُجدت غرف أو بيوت صغيرة حول ساحة مركزية مفتوحة. في الجهة الشمالية الغربية خارج السور، كُشف عن بقايا أبنية تعود لبيت واحد أو أكثر. ورغم وجود تغييرات معمارية في هذه الطبقة، يبدو أن الاستيطان فيها لم يدم طويلاً، إذ هُجر الموقع وتعرضت الأبنية للتخريب قبل أن يُعاد استيطانه في الطبقة الثانية.

##### الطبقة الثانية:
بعد فترة انقطاع أعقبت الطبقة الثالثة، أُعيد استيطان الموقع في هذه الطبقة التي مرت بمرحلتين متتاليتين: II.B ثم II.A. منذ البداية، نُفذ مشروع معماري كبير فوق بقايا حصن الطبقة الثالثة، تضمن سوراً محيطاً أكثر ضخامة وبنايتين كبيرتين.
البناية رقم 1، بُنيت في المرحلة II.B وأُعيد استخدامها في II.A، تبلغ مساحتها 24م²، ومدخلها الجنوبي الشرقي يطل على منحدر نحو النهر. تقود مساحة مرصوفة بالحجر إلى باحة (16×9م) ومن ثم إلى الغرفة رقم 5، وهي الغرفة الرئيسية (12×6م)، وتحتوي على مصطبة من اللبن ودكتين مكسوتين بالجبس وعليهما آثار حرق، إضافة إلى حوضين صغيرين مغطاة بالجبس. فُسرت هذه العناصر كإضافات شعائرية رغم غياب أدلة قاطعة. ورُجّح أن هذه البناية كانت مقراً إدارياً أو "قصراً" لحاكم مقيم.
البناية رقم 2 لم تُستكمل في المرحلة II.B، واقتصرت على أساسات مغطاة بأنقاض تحوي كسر فخار من الطبقة الثالثة وعظام حيوانات. في المرحلة II.A، شُيدت فوقها أبنية بسيطة من دون أرضيات أو جدران واضحة، ما يُرجح أنها كانت منشأة بوابة، لكن دون وجود أدلة كافية. انتهى الاستيطان في الطبقة الثانية بطريقة سلمية، دون ترك مواد في أماكنها الأصلية.

###### الطبقة الأولى (السفلى):
بعد فترة هجر أعقبت نهاية الطبقة الثانية، أُعيد استيطان الموقع من جديد. بُذلت جهود لتسوية الأنقاض القديمة وتجهيزها لإقامة منشآت جديدة تتبع نمط الطبقة السابقة. وُجدت أبرز بقايا الطبقة الأولى في أعلى التل، وهي بناء كبير يشبه الحصن، أُقيم فوق موضع البناية رقم 2 من الطبقة الثانية، وتبلغ مساحته 20×20م، وجدرانه من اللبن بسُمك 3م، مع فقدان بعض أجزائه بفعل التعرية.
مر البناء بمرحلتين:
- في المرحلة الأولى (I.B)، كان مقسماً إلى غرف صغيرة ذات جدران رقيقة.
- في المرحلة الثانية (I.A)، قُسمت الباحة الداخلية إلى ثلاثة أقسام رئيسية بواسطة جدارين طويلين و سميكين نسبياً. ويبدو أن سكان الموقع هجروه في نهاية كل من المرحلتين بشكل مفاجئ، تاركين خلفهم أواني فخارية وأدوات حجرية في مواضعها الأصلية. يُرجح أن الغرف كانت تُستخدم لتحضير الطعام والطهو، كما رجح المنقبون وجود طابق ثانٍ للبناء، استناداً إلى سُمك الجدران واكتشاف قاعدة درج قرب المدخل الرئيسي في الجدار الجنوبي الشرقي للغرفة الوسطى. يعود هذا العنصر إلى المرحلة الثانية المتأخرة. وكشفت التنقيبات خارج البناء عن جدران صغيرة مهدّمة وآثار سكنية مرتبطة بدور البناء الرئيسي في الموقع.